# Sankanje na Zimskih olimpijskih igrah 1988
Sankanje na Zimskih olimpijskih igrah 1988.

## Dobitniki medalj

### Moški
| Tekma  | Zlato                                                       | Srebro                                                    | Bron                                                       |
| Enosed | Jens Müller                                                 | Georg Hackl                                               | Jurij Harčenko                                             |
| Dvosed | Nemška demokratična republika Jörg Hoffmann Jochen Pietzsch | Nemška demokratična republika Stefan Krausse Jan Behrendt | Zvezna republika Nemčija Thomas Schwab Wolfgang Staudinger |

### Ženske
| Tekma  | Zlato         | Srebro          | Bron            |
| Enosed | Steffi Walter | Ute Oberhoffner | Cerstin Schmidt |